# Irmãs Operárias da Santa Casa de Nazaré
As Irmãs Operárias da Santa Casa de Nazaré (em latim Congregatio Sororum Operariarum a S. Domo Nazaretana) são um instituto religioso feminino de direito pontifício: os membros desta congregação pospõem o seu nome com a sigla Op.S.D.N.

## História

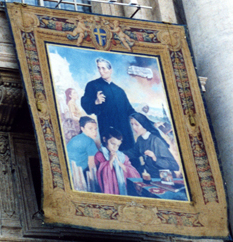
Beatificação de Arcangelo Tadini

A congregação foi fundada pelo padre italiano Arcangelo Tadini (1846 - 1912): para evitar que seus jovens paroquianos saíssem da vila para procurar trabalho na cidade, em 1898 abriu uma fiação e um internato operário em Botticino Sera. Tentou confiar a gestão da obra à religiosas, mas não encontrou congregações disponíveis a abrir filiais em Botticino.
Por sugestão do jesuíta Maffeo Franzini, Tadini estabeleceu uma nova congregação, chamada de Operárias da Santa Casa de Nazaré, para assistência moral e técnica aos operários; Tadini também tentou criar o ramo clerical do instituto (os padres Luigini), mas não conseguiu.
O instituto foi erigido como congregação de direito diocesano por Giacinto Gaggia, bispo de Brescia, em 30 de novembro de 1931; recebeu o decreto pontifício de louvor em 12 de janeiro de 1953 e as suas constituições foram aprovadas definitivamente pela Santa Sé em 16 de março de 1962.
Arcangelo Tadini, beatificado em 1999 pelo Papa João Paulo II, foi proclamado santo pelo Papa Bento XVI na Praça de São Pedro, em Roma, em 26 de abril de 2009.

## Atividades e difusão
As Irmãs Operárias exercem o seu apostolado nas fábricas e nas cantinas, nas clínicas, nas creches e em diversas obras de assistência aos operários: atuam também nas terras de missão.
Além da Itália, estão presentes no Brasil, Burundi, Reino Unido e Mali; a sede geral fica em Brescia.
Em 31 de dezembro de 2005, a congregação contava com 192 religiosas em 24 casas.

## Conexões externas
- «O site das Irmãs Operárias da Santa Casa de Nazaré»